# Mir-Narses
Mir-Narses ou Mir-Narse (em persa médio: 𐭬𐭲𐭥𐭭𐭥𐭮𐭧𐭩; romaniz.: mtrnrshy) foi um poderoso dignitário iraniano da Casa de Surena, que serviu como ministro (grão-framadar) dos xainxás sassânidas Isdigerdes I (r. 399–420), Vararanes V (r. 420–438), Isdigerdes II (r. 438–457) e Perozes I (r. 457–484). Segundo o iranólogo Richard N. Frye, Mir-Narses foi o "protótipo do grão-vizir islâmico posterior". Notável por seu zelo religioso, foi o arquiteto por trás da Guerra bizantino-sassânida de 421–422 e da Batalha de Avarair.

## Nome
Mir (Mihr) é a forma em persa médio e parta (𐭬𐭲𐭥), armênio (միհր) e georgiano (მიჰრ) do nome do deus Mitra (em avéstico: 𐬨𐬌𐬚𐬭𐬀, em persa antigo: 𐎷𐎰𐎼, Miθra), cujo nome significa "Sol, amor, amizade". Narses é a forma helenizada e latinizada do nome. Em armênio, ocorre como Nerses (Ներսես). A atestação mais antiga do nome ocorre nos Feitos do Divino Sapor, uma inscrição trilíngue do reinado do xainxá sassânida Sapor I (r. 240–270). Em parta é registrado como Narsēs e em persa médio como Narsē. O nome deriva do avéstico Nairyō saŋha-, que literalmente significa "o de muitos discursos", ou seja, o mensageiro divino.

## Vida

### Origens
Mir-Narses nasceu no século IV na aldeia de Abruvã no distrito rural de Daste e Barim na divisão administrativa de Ardaxir-Cuarrá, no sudoeste de Pars. Pertencia à Casa de Surena, uma das sete grandes casas do Irã. A família, de origem parta, era ativa na política iraniana desde o Império Parta e mantinha partes do Sacastão como seu feudo pessoal. Portanto, era incomum para um surênida ser nativo de Pérsis, o que ilustra sua extensa autoridade e influência durante este período, o que os tornou capazes de espalhar sua influência para Pérsis, a terra natal da família persa sassânida. Não se sabe se o ramo de sua família em Pérsis adotou o título de parsigue (persa). O pai de Mir-Narses era um certo Boraza, que pode ter possuído a terra em que nasceu. De acordo com o historiador medieval Tabari (m. 923), traçava sua descendência até o lendário rei caiânida Histaspes e o primeiro xá arsácida, Ársaces I (r. 247–217 a.C.).

### Carreira

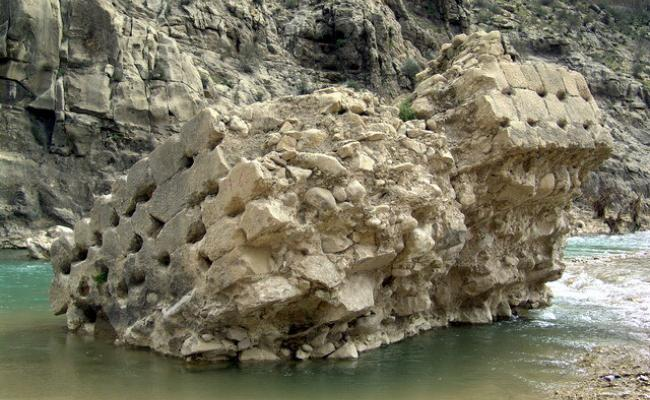
Restos da ponte Mir-Narses em Gor, atual Firuzabade

No reinado de Isdigerdes I (r. 399–420), foi nomeado grão-framadar (ministro); isso provavelmente ocorreu depois que alguns cristãos destruíram os templos de fogo zoroastristas, o que resultou na retirada das políticas tolerantes de Isdigerdes I e levou à perseguição aos cristãos. Continuou a manter a posição sob Vararanes V, quando o poder dos Surenas atingiu seu apogeu. Seus três filhos também ocupavam altos cargos; Zurvandade serviu como grão-herbade; Magusnaspe era uastarioxã salar ("agricultor chefe"), o que significava que supervisionava assuntos ligados ao imposto fundiário; e Cardar era adrastadarã salanes ("chefe dos guerreiros"), um posto que, de acordo com Tabari, era superior ao aspabedes ("chefe do exército"). O poder e a influência surênida se espalharam assim pelos assuntos administrativos, financeiros e militares do Império Sassânida. E continuariam a gozar de posição elevado sob o filho e sucessor de Vararanes, Isdigerdes II (r. 438–457). Mir-Narses foi o principal instigador da Guerra bizantino-sassânida de 421–422 e liderou o exército em batalha. Em 453, Isdigerdes II mudou sua corte para Nixapur em Abarxar para enfrentar a ameaça dos quidaritas e o deixou no comando do Império Sassânida.
Uma das políticas de Isdigerdes II foi integrar a nobreza cristã na burocracia, forçando-os a se converter ao zoroastrismo, o que levou a uma grande rebelião na Armênia. A causa da rebelião foi a tentativa de Mir-Narses de impor a variante zurvanita do Zoroastrismo naquele país. Suas intenções diferiam das de Isdigerdes II. Como resultado, muitos dos nobres armênios (mas não todos) se uniram sob Vardanes II, o comandante supremo (asparapetes) da Armênia. Os rebeldes armênios tentaram pedir ajuda aos bizantinos, mas sem sucesso. Enquanto isso, outra facção de armênios, liderada pelo marzobã Vasaces I aliou-se aos sassânidas. Em 2 de junho de 451, as forças sassânidas e rebeldes entraram em confronto em Avarair, com os sassânidas saindo vitoriosos. Nove generais, incluindo Vardanes Mamicônio, foram mortos, com um grande número de nobres e soldados armênios tendo o mesmo destino. Os sassânidas, no entanto, também sofreram pesadas baixas devido à luta resoluta dos rebeldes. Sob Perozes I (r. 457–484), o zurvanismo foi aparentemente rejeitado, embora Mir-Narses tenha mantido seu posto de ministro. Mir-Narses mais tarde se aposentou em Pars.

## Construções
No início do século V, Mir-Narses construiu uma ponte em Gor. Uma inscrição também foi escrita na ponte, que diz; "Esta ponte foi construída por ordem de Mir-Narses, grão-framadar, pelo bem de sua alma e às suas próprias custas [...] esta travessia." Além disso, também fundou quatro aldeias com um templo do fogo em cada uma delas. O nome dos templos do fogo eram; Faraz-mara-auar-Cuadaia, Zurvandadã, Cardadã e Magusnaspã. Construiu um quinto templo do fogo em Abruvã, que pode ter sido o templo do fogo Barim que o geógrafo do século X Alistacri visitou, que afirmou que o templo do fogo tinha uma inscrição que afirmava que 30 mil dirrãs foram gastos para sua construção.